# جيف غريفين
جيف غريفين (بالإنجليزية: Jeff Griffin)‏ هو لاعب كرة قدم أمريكية أمريكي، ولد في 19 يوليو 1958 في كارسون في الولايات المتحدة.

## وصلات خارجية
- جيف غريفين على موقع مرجع كرة القدم المحترفة.كوم (الإنجليزية)